# Condado de Smith (Tennessee)
El condado de Smith (en inglés: Smith County, Tennessee), fundado en 1799, es uno de los 95 condados del estado estadounidense de Tennessee. En el año 2000 tenía una población de 17.712 habitantes con una densidad poblacional de 31 personas por km². La sede del condado es Carthage.

## Geografía
Según la Oficina del Censo, el condado tiene un área total de 842 km² (325,1 mi²), de la cual 813 km² (313,9 mi²) es tierra y 28 km² (10,8 mi²) es agua.

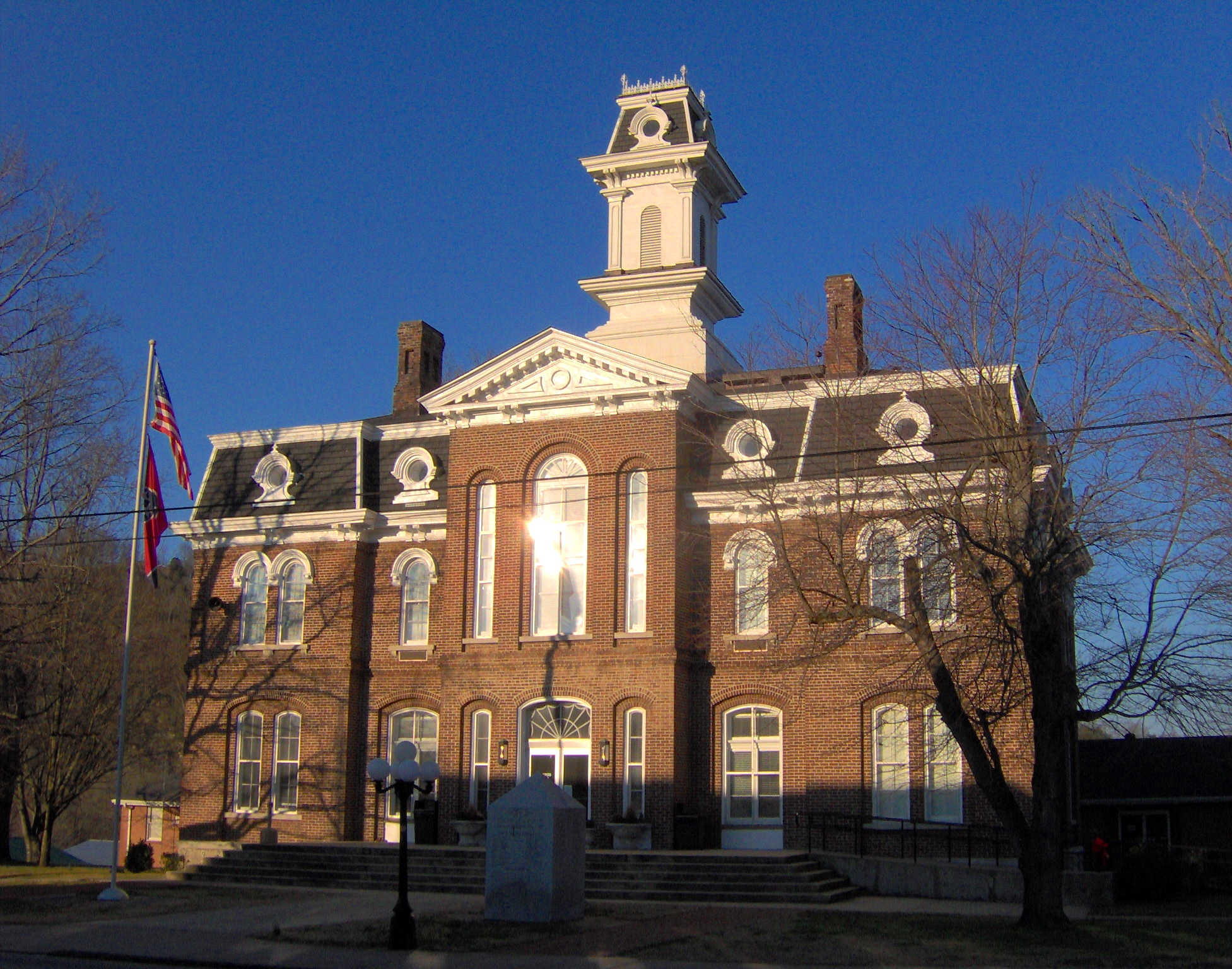
Corte del Condado de Smith en Cartago.

### Condados adyacentes
- Condado de Macon norte
- Condado de Jackson noreste
- Condado de Putnam este
- Condado de DeKalb sureste
- Condado de Wilson oeste
- Condado de Trousdale noroeste

## Demografía
En el 2000 la renta per cápita promedia del condado era de $35,625, y el ingreso promedio para una familia era de $41,645. El ingreso per cápita para el condado era de $17,473. En 2000 los hombres tenían un ingreso per cápita de $30,853 contra $22,133 para las mujeres. Alrededor del 12.20% de la población estaba bajo el umbral de pobreza nacional.

## Lugares

### Ciudades y pueblos
- Carthage
- Gordonsville
- South Carthage

### Comunidades no incorporadas
- Brush Creek
- Chestnut Mound
- Defeated
- Dixon Springs
- Elmwood
- Stonewall
- Lancaster
- Pleasant Shade
- Riddleton
- Rock City
- Rome